# Golf
 For alternative betydninger, se Golf (flertydig). (Se også artikler, som begynder med Golf)
Golf er en udendørs sport, der dyrkes både af amatører og professionelle med milliongevinster i de største turneringer.
Golf spilles i Danmark, både klubber og skoler[kilde mangler] dyrker det på højt plan.[kilde mangler]

## Beskrivelse af spillet
Golferens grundudstyr består af et sæt køller (max. 14 under turneringer) og en golfbold. Der spilles på en udendørsbane, der typisk består af 18 huller med en samlet længde på 5–6 km.
Hvert hul har et tee-sted, hvorfra spillet startes og bolden (ofte) placeres (på en lille træ/plastic pind = en tee) og en green med hullet, som bolden skal i, markeret med en flagstang.
Imellem tee-sted og green kaldes tætklippede græsarealer: fairway, medens arealer med længere græs og lignende benævnes rough (dog semirough når græsset er relativt kort og grænser op til fairwayen). Dertil kommer forskellige forhindringer som bunkers = sandgrave eller vandløb/søer = vandhazarder samt både naturlige og kunstigt anlagte forhindringer, der gør hullet og spillet mere udfordrende og spændende: træer og buske, stier og broer.
Fra tee-stedet gælder det om at slå bolden i hul i færrest mulige slag. Hvert slag eller forsøg på at ramme tæller ét slag. Længden af et hul kan variere, men er ofte mellem 100 og 500 m. Et "par 3-hul" er mellem 0-230 m. "Par 4" er mellem 231-430 m og "par 5" er 431 m og over. Der findes enkelte "par 6-huller", men de er sjældne. Banens samlede par er summen af disse par-3,4,5 huller, typisk 72.
"Par" betyder det antal slag en dygtig spiller bruger for at komme i hul – både på det enkelte hul og på hele banen. Ideelt bruger spilleren tre slag på et par 3 hul: Et slag til green og to slag til at komme i hul, 4 slag på et "par 4 hul": 2 slag for at nå greenen og to slag for at komme i hul osv.
Kommer man i hul på hullets par – har man har scoret en par. Bruges flere slag end par-et kaldes det: plus 1 slag – en bogey, plus 2 slag – en dobbelt bogey, plus 3 slag en triple bogey. Skulle man være så uheldig at score mere (og det sker jo selv for de bedste) så taler man ikke om det, men noterer blot scoren!
Den, der regelmæssigt spiller en golfbane i dens par, spiller som en professionel. Men de rigtigt professionelle kan gå under banens par. Det er derfor vi hører om turneringer, der er vundet i fx minus 12 slag. Det er fordi, der ofte afvikles professionelle turneringer over 4x18 huller fordelt med 18 huller pr. dag – "12 under par" betyder, at spillerens samlede score på de fire dage har været 12 slag under banens par i alt. Hvis turneringen blev spillet på en bane med par 72 betyder det fx at spilleren på de fire dage har udført 4 x 72 – 12 slag = 276 slag.
Langt fra alle golfspillere er professionelle, og derfor er der et system inden for golfsporten, der sikrer, at alle kan spille mod hinanden uanset store forskelle i golfkunnen: det såkaldte handicapsystem. Princippet er også kendt i andre idrætsgrene. En begynder skal bruge mange slag for at komme i hul. I praksis tildeler klubberne begyndere 54 eller 48 slag ud over banens par. Har spilleren fået 54 slag, kan han bruge tre slag ud over hullets par på samtlige banens 18 huller. En professionel spiller har derimod ikke har noget handicap og ingen slag ud over banens par. Så kommer nybegynderen, handicap 24-spilleren og den professionelle sammen til en dyst, så sammenligner man ikke det antal slag de har udført, men hvordan de har spillet i forhold til deres handicap. Dvs. hvis nybegynderen har spillet bedre end sit handicap – og de to andre dårligere – så er det nybegynderen, der har vundet.
Når en spiller på en runde har spillet bedre end sit handicap, får han et nyt og lavere handicap. På den måde er der en tendens til at golfspilleres handicap falder indtil han når "muren", det vil sige det punkt, hvor der går længere og længere mellem, at han faktisk kan spille til sit handicap.
Der er flere andre teknikaliteter i handicapsystemet.
De fleste klub-proer vil have et handicap under 4,5, da det er den fastsatte grænse for at søge ind på golftrænerskolen. Dog kan det sagtens lade sig gøre for en klub-pro at have et højere handicap, hvilket også forekommer i flere klubber.

## Golf medlemstal i Danmark
Golfsporten har været populær i Danmark i mange år, og antallet af medlemmer i golfklubber har øget markant siden starten af 1970'erne. I 1978 var der 16.694 medlemmer i danske golfklubber. Men populariteten fortsatte med at stige, og i år 2000 var antallet af medlemmer steget til 98.180.
Trenden fortsatte opad i de følgende årtier, og i 2020 var antallet af medlemmer i danske golfklubber nået op på 154.803. Dette tal steg yderligere i 2021 til 165.130, som var den højeste stigning nogensinde, og i 2022 var antallet af medlemmer i danske golfklubber faldet til 163.865. Dette viser en klar stigning i populariteten af golfsporten i Danmark, og det er sandsynligt, at dette trend vil fortsætte i fremtiden.

## Historie
Hvor og hvornår golfspillet blev opfundet og praktiseret vides ikke præcist. I reglen hævdes det, at spillet stammer fra Skotland, hvor et golflignende spil efter alt at dømme blev praktiseret allerede i 1100-tallet.
Der findes dog beretninger, som peger på Holland som arnestedet. Golf nævnes i 1457, da kong James 2. af Skotland forbød fodbold og golf (gowf) – og i stedet befalede, at bueskydning skulle øves.
Moderne golf blev udviklet i Skotland. Det var også her, den første klub blev dannet. Det første moderne regelsæt blev udviklet i Skotland og den første 18 hullers golfbane blev anlagt i Skotland, og de første golfturneringer blev også afviklet i Skotland.
Spillet spredte sig til England og derfra til resten af verden. Den ældste fungerende golfbane er Musselburgh Links i Skotland. Det er bevist, at der blev spillet golf der i 1672. Efter alt at dømme spillede Marie Stuart der allerede i 1567.

## Spiltyper
Der findes i princippet to spiltyper:
- Slagspil , hvor man tæller samtlige slag sammen på alle huller. Den med færrest slag har vundet.
- Hulspil , hvor man spiller om, hvem der vinder flest huller.

De to spiltyper kan spilles med forskellige regler:
- Slagspil
- Hulspil
- Stableford
- Foursome
- Fourball

Det typisk benyttede format i en afslappet amatørmatch er stableford. Det typisk benyttede format i en professionel turnering er slagspil.
Stablefordreglerne er en form for slagspil og er særdeles udbredt blandt amatører, da det er antallet af vundne Stablefordpoint, der regulerer spillerens handicap.

## Golfkøller
For at kunne spille golf skal man have golfkøller og jern. Man må have 14 forskellige golfkøller/jern med ud på en turneringsrunde. Jernenes slagflader har forskellig hældning i forhold til lodret. Ved at vælge det rigtige jern, kan spilleren opnå, at bolden enten flyver fladt og langt (fx ved 16 grader) eller stejlt og kort (fx ved 44 grader). Standardgraderne for hvert jern er forskellige fra sæt til sæt, men der er i 9 ud af 10 sæt 4 grader mellem hvert jern.[kilde mangler]
Der er ikke noget specielt spring mellem ens køller (woods). De kan specificeres efter behov og ønske.
- Lob-wedge (58-60 grader)
- Sand-wedge (54-56 grader)
- Gap-wedge (52 grader)
- Pitching-wedge (48 grader)
- 9-jern (42 grader)
- 8-jern (38 grader)
- 7-jern (34 grader)
- 6-jern (32 grader)
- 5-jern (28 grader)
- 4-jern (24 grader)
- 3-jern (20 grader) (Utility)
- 2-jern (16 grader) (Utility)
- 1-jern (12 grader) (Utility)
- 9-wood
- 7-wood (22 grader)
- 5-wood (18 grader)
- 4-wood (16,5 grader)
- 3-wood (15 grader)
- Driver (1-wood) (Varierer som regel fra 8-12,5 grader)
- Putter

Derudover findes der rescue-kølle (Hybrid)-køller (mellemting mellem en kølle og et jern) som erstatning for 1-5-jern. De er blandt andet brugt af amatørere, som ønsker et bedre boldtræf samt tilgivelse, men også professionelle bruger dem, da de kan bruges til mere avancerede slag.

## Organisationer
Golf er i Danmark organiseret i Dansk Golf Union – www.dgu.org.
Under de forskellige golfklubber, som findes i Danmark, er der typisk en række mere eller mindre officielle klubber som herreklubber og dameklubber.

## Professionel golf
Golf er blevet en tv-sport og i de største turneringer er der mange penge på højkant. De professionelle spillere er organiseret i tours, der består af en række enkelt-turneringer henover sæsonen. De to tours med flest penge og mest prestige i er PGA Tour (den amerikanske tour) og PGA European Tour (den europæiske). Derudover spilles der professionel golf på tours i Australien og Asien på den Australasian PGA Tour samt i Sydamerika.
Fire turneringer er særligt prestigefyldte og kaldes derfor majors. Det er The Masters i Augusta, US Open, British Open og US PGA. En anden prestigefyldt turnering er Ryder Cup, hvor de bedste spillere fra Europa og USA mødes i hold hvert andet år.
Kvindernes mest prestigefyldte tour spilles i USA og hedder Ladies PGA. I Europa spiller de bedste kvinder på Ladies European Tour (LET)

## Golffabrikanter
Listen herunder omfatter de største brands inde for golfverdnen i alfabetisk rækkefølge:
- Callaway
- Cleveland
- Cobra
- Bridgestone
- Mizuno
- Nike (Fra 2017 af kun tøj!)
- Ping
- Parsons Xtreme Golf
- Srixon
- Taylormade
- Titleist
- TopFlite
- Wilson Staff

## Scores
I alle typer spil gælder det om at komme i på så få slag som muligt. Hvis spilleren slår i hul på ét slag, kaldes det et Ace (eller Hole in One). Scores for hvert hul kan beskrives således:
| Numerisk | Navn                                                              | Definition                |
| -------- | ----------------------------------------------------------------- | ------------------------- |
| -3       | Albatross                                                         | Tre slag under par        |
| -2       | Eagle                                                             | To slag under par         |
| -1       | Birdie                                                            | Et slag under par         |
| 0        | Par                                                               | Det samme som hullets par |
| +1       | Bogey                                                             | Et slag over par          |
| +2       | Double Bogey                                                      | To slag over par          |
| +3       | Triple Bogey                                                      | Tre slag over par         |
| +4       | firedobbelt bogey. Også kendt som en snemand (8) på et par 4 hul. | Fire slag over par        |

- Note: Fire slag over par er ikke det maksimale antal slag man lave på et hul. Der er ingen grænse for hvor mange slag en spiller må bruge.

## Golfudtryk
- Blindt slag: Slag, hvor du ikke kan se stedet bolden skal lande.
- Backspin: Hvis bolden spinder baglæns, bruges oftest ved wedge-slag
- Bag: Taske til køller, jern og wedges, samt bolde tees m.m.
- Slice: Et slag som starter ligeud og svinger til højre (for højrehåndede spillere).
- Fade: Et slag som starter venstre om flaget og som drejer ind til flaget mod højre.
- Hook: Et slag som starter ligeud og svinger mod venstre (for højrehåndede spillere).
- Draw: Et slag som starter højre om flaget og som drejer ind til flaget mod venstre.
- Push: Et slag, der går direkte ud til højre.
- Pull: Et slag, der går direkte ud til venstre.
- Shank: Et slag hvor man rammer bolden med skaftet så den flyver voldsomt ud til siden.
- Pitch: Et slag ind til green, hvor man kun laver et halvt gennemsving og typisk en høj bold (typisk 20-50 meter fra greenen.
- Chip: Et slag, som er kortere end et pitch, typisk lavet lige uden for greenen.
- Mulligan: I hyggematches kan første udslag nogle gange tilgives, dette kaldes en mulligan. Det svarer til, at man slutter runden og begynder en ny. Hvis andre har slået ud, er det passende at alle starter forfra.
- Green Fee: Et beløb for at spille på en bane, hvor man ikke er medlem.
- Carry: Hvor langt bolden flyver igennem luften, inden den rammer jorden.
- Caddie: En person som bærer en spillers bag rundt på banen. Professionelle har ofte en caddie som også er en dygtig spiller, til at hjælpe dem med at vurdere individuelle slag og lignende. Caddien kender ofte spilleren meget godt.